# Sulfasalazine
Sulfasalazine là loại thuốc được phát triển vào năm 1950, có thể được viết tắt SSZ. Đặc biệt chữa viêm khớp dạng thấp, viêm ruột.

## Cấu tạo
Đây là một loại sulfonamide tổng hợp bằng diazo hoá sulfapyridine và ghép đôi muối diazoni với acid salicylic (hình thành bằng cách kết hợp sulfapyridine và salicylate với một liên kết azo). Sulfasalazine được coi là một tiền dược chất, do liên kết diazo khi vào cơ thể bị phân cắt tạo thành sulfapyridine và 5-aminosalicylic acid (mesalazine).

## Dược tính
Cơ chế tác dụng của thuốc có thể là do những chất chuyển hoá của sulfasalazine đạt nồng độ trong ruột cao hơn khi uống chính các chất chuyển hoá này. Hiệu quả điều trị ở ruột có thể do tác dụng kháng khuẩn của sulfapyridine hoặc tác dụng chống viêm tại chỗ của mesalazine khi những chất này đến đại tràng.